# 薬師寺 (河内長野市)
薬師寺（やくしじ）とは大阪府河内長野市岩瀬621にある融通念仏宗の寺院。本尊は薬師如来。山号は医王山。
創建は不詳であるが、南北朝時代は観心寺の末寺であったといわれている。境内の五輪塔は大阪府指定文化財。